# Rocket (singel The Smashing Pumpkins)
”Rocket” to utwór grupy The Smashing Pumpkins z albumu Siamese Dream. Został wydany jako czwarty i ostatni promujący go singel. Jego wersja płytowa trafiła na półki sklepowe tylko w Australii, przez co jest obecnie ciężko dostępna. „Rocket” to jedna z trzech piosenek wydanych jako single, która nie znalazła się na kompilacji największych przebojów grupy, Rotten Apples.

## Teledysk
Bohaterami teledysku jest kilkoro dzieci, które budują rakietę, w której mają zamiar polecieć na planetę, na której grają The Smashing Pumpkins. Gdy wobec obojętności ich rodziców udaje im się tam dotrzeć, odkrywają, że członkowie grupy mocno się zestarzeli. Na płycie DVD Greatest Hits Video Collection znajduje się również drugi teledysk, zawierający tylko występ grupy. Obie wersje zostały wyreżyserowane przez Jonathana Daytona i Valerie Faris, którzy jeszcze kilkukrotnie później współpracowali z grupą.

## B-side'y
Singel zawierał jako b-side cover utworu „Never Let Me Down Again” zespołu Depeche Mode, choć nosi on skróconą nazwę „Never Let Me Down”. Został on nagrany na prośbę basistki, D’arcy Wretzky, będącej od lat fanką grupy. Cover wszedł w skład tribute albumu For the Masses, a także ściężki dźwiękowej do filmu To nie jest kolejna komedia dla kretynów.

## Lista utworów
1. „Rocket”
2. „Never Let Me Down”